# Stephan Stiens
Stephan Stiens (* 12. April 1961 in Wuppertal) ist ein deutscher Gitarrist und Komponist.

## Biografie
Stephan Stiens besuchte nach dem Umzug nach München das Gymnasium und studierte ab 1978 zunächst als Außerordentlicher, dann als Vollstudent das Fach Konzertgitarre bei Matthias Seidel und Barna Kovàts am Mozarteum in Salzburg.
Das Hochschulstudium schloss er 1987 mit Diplom und Auszeichnung ab und erhielt als erster Gitarrist am Mozarteum den Würdigungspreis des Bundesministeriums für Wissenschaft und Forschung für besondere künstlerische Leistungen.
Als erster Gitarrist präsentierte er 1985 in Salzburg die „Sonaten und Partiten für Violine Solo“ von Johann Sebastian Bach in einer eigenen Transkription an einem Abend.
Studien führten ihn 1988 zu Eliot Fisk, während er seine Konzert- und Unterrichtstätigkeit begann.

## Repertoire
Außergewöhnliche Konzertprojekte, die ihn auch als Komponisten eigener Werke auswiesen, sind ebenso wie Uraufführungen wichtiger Bestandteil seiner künstlerischen Arbeit. Gloria Coates, Moritz Eggert, Hans Huyssen, Robert F. Schneider und andere schreiben Werke für ihn.
Als Liedbegleiter arbeitete er mit Wolf-Matthias Friedrich und Kobie van Rensburg zusammen.
Unter seiner künstlerischen Leitung formierte sich 1995 die GUITAR COMPANY für gitarristische Ensemblemusik. Aufsehen erregte dieses Ensemble durch die Erstaufführung von J. S. Bachs „Die Kunst der Fuge“ im Jahr 2004.
Ebenfalls als Erstaufführung war durch die GUITAR COMPANY im Haydn-Jahr 2009 eine eigene transkribierte Fassung von Joseph Haydns „Die sieben letzten Worte unseres Erlösers am Kreuze“ zu hören.
Ende 2009 wurde das Werk auch als kombinierte Erst- und Uraufführung mit Zwischenmusiken (Interludien) von Anton Ruppert präsentiert.
Genreübergreifende Projekte initiierte Stephan Stiens unter anderem mit den Schauspielern Rolf Boysen und Rosemarie Fendel, den Tänzern Valentina Divina und Norbert Graf und dem Photographen Thomas Lüttge.
Die Komposition einer Musik zu Erich Kästners „Emil und die Detektive“ sowie zu einer eigenen Jugendoper ist auf einer CD dokumentiert.